# 尹瘦石
尹瘦石（1919年—1998年），江苏宜兴人，中华人民共和国画家，中国文学艺术界联合会原副主席，第八、九届全国政协委员。